# Apple Music
Apple Music — музыкальный стриминговый сервис, представленный компанией Apple на WWDC 2015, предоставляющая доступ к миллионам композиций из библиотеки iTunes Store.

## История
Ещё до выхода Apple Music ходило множество слухов о готовящемся музыкальном сервисе. Подогревал эти ожидания и факт, что 29 мая 2014 года Apple приобрела компанию Beats Electronics, известную производством наушников и обладающую музыкальным сервисом Beats Music.
В конце презентации WWDC 2015, под лозунгом One More Thing, был представлен сервис Apple Music, который перенял многие черты от Beats Music, а также новая интернет-радиостанция Beats 1, доступная эксклюзивно через Apple Music.
Работа сервиса началась 30 июня 2015 года, одновременно с выходом iOS 8.4. В этот же день заработала станция Beats 1.
6 мая 2020 года у Apple Music появилась веб-версия, в которой доступны все основные функции, представленные в приложении для ПК и iOS. Сервис находился в бета-версии с сентября 2019 года. Также была выпущена версия для телевизоров Samsung.

Доступность сервиса Apple Music в мире.

6 декабря 2022 года Apple анонсировала своё «караоке» – функцию Apple Music Sing, которая позволит пользователям подпевать свои любимые песни с регулируемым вокалом и текстами в режиме реального времени. Функция Apple Music Sing доступна подписчикам Apple Music с iOS 16.2 по всему миру на iPhone, iPad и новом Apple TV 4K.

## Apple Music Classical
9 марта 2023 года Apple представила новый сервис, основанный на прослушивании классической музыки – Apple Music Classical. Сервис даст подписчикам Apple Music доступ к более чем 5 млн треков, состоящих из классической музыки в высоком качестве, включая новые релизы, а также к сотням тщательно подобранных плейлистов, тысячам эксклюзивных альбомов и другим функциям, вроде биографий композиторов и подробных сведений о ключевых произведениях.
Официальный релиз состоялся 28 марта 2023 года. Программа доступна по всему миру, кроме России, Китая, Японии, Кореи, Тайваня, Турции, Афганистана и Пакистана.

## Apple Music 1
Изначально Apple одновременно с запуском потокового сервиса, запустила радиостанцию Beats 1. Главной особенностью станции является то, что вся музыка, проигрываемая в эфире, подбирается вручную ведущими специалистами в области музыки, такими как Dr. Dre, Элтон Джон, Фаррелл Уильямс, Дрейк и другие. Также каждый из них ведет своё собственное шоу на станции. Вещание радиостанции ведется из трёх городов: Лос-Анджелеса, Нью-Йорка и Лондона.
В 2020 году компания переименовала станцию на Apple Music 1, а также добавила другие станции: Apple Music Hits и Apple Music Country.
Apple Music 1 доступен во всех странах, кроме Венгрии, Иордании, Ливана, Мозамбика, Намибии, ОАЭ, Тайваня и Турции. В России нет полноценного доступа к станции, имеется только доступ к записям некоторых радиошоу.

Логотип Apple Music 1

## Особенности

#### Функции
В Apple Music есть функция радио, при включении которой подбираются музыкальные композиции в соответствии с предпочтениями слушателя.
Среди прочих особенностей сервиса присутствует возможность сохранения музыки на устройство для прослушивания офлайн.
С апреля 2016 года Apple Music доступен для пользователей Android. Приложение можно скачать в Google Play.
В августе 2018 года в Apple Music была добавлена функция Friends Mix. Пользователю предлагается подборка из 25 песен друзей, под каждой композицией можно увидеть имя друга.
Одной из особенностей Apple Music являлся раздел Connect, выполняющий роль связи между артистом и слушателем. В этом разделе знаменитые артисты могли выкладывать фото или видео со своих выступлений, заготовки песен, а также ещё не выпущенный контент, но 13 декабря 2018 эта возможность исчезла, а 24 мая 2019 были удалены оставшиеся посты.

#### Плата за прослушивание (роялти)
В 2021 году Apple призналась, что платит один цент за одно прослушивание в Apple Music, а 52 % выручки от подписок платит правообладателям.
Согласно данным BBC и отчёту Business of Apps за февраль 2023, Apple платит больше, чем другие конкуренты:
| Сервис        | Стоимость прослушивания ($) |
| ------------- | --------------------------- |
| Apple Music   | 0,0076                      |
| Spotify       | 0,0026-0,0049               |
| YouTube Music | 0,00067                     |

#### Работа в России с 2022 года
С апреля 2022 года Apple, в связи с вторжением России на Украину и последующим решением компании ограничить работу сервисов в России, не обновляет редакторские плейлисты с русскоязычными треками. Также возникли трудности с оплатой сервиса российскими банковскими картами и со счетов мобильных телефонов некоторых российских операторов. В 2024 году пользователи из России заметили, что вкладка «Обзор» пропала из Apple Music на iOS устройствах.

## Качество музыки
Вся музыка в Apple Music транслируется с битрейтом 256 кбит/с в формате AAC. При передаче через сотовую связь или при низкой скорости интернет-соединения битрейт музыки уменьшается. С 17 мая 2021 музыка в Apple Music может транслироваться в формате Lossless Audio с использованием кодека ALAC, а также музыку, смикшированную в Dolby Atmos.

## Стоимость
Стоимость одного месяца подписки на Apple Music в России составляет 169 рублей за одного пользователя и 269 рублей за семейную подписку до 6 человек. Также существует студенческая подписка, стоимость которой равна 75 рублям.
В Казахстане индивидуальная подписка стоит 1090 тенге, за семейную подписку необходимо оплатить 1690 тенге, а за студенческую - 599 тенге. В ноябре 2024 года Apple увеличили цены на подписку. Теперь индивидуальная подписка стоит 1490 тенге, за семейную подписку 2290 тенге, а за студенческую - 799 тенге.
В США стоимость подписки выше: $10,99 за одного пользователя ($4,99 для студентов) и $16,99 за семейную подписку.
Однако предусмотрен пробный период, который составляет 1 месяц.

## Аудитория
В октябре 2015 года количество пользователей, приобретших платную подписку Apple Music, составило 6,5 млн человек. Ещё 8,5 млн человек используют бесплатную пробную версию сервиса. Суммарное количество пользователей составляет более 27 млн человек.
В декабре 2018 года общее число подписчиков превысило отметку 56 млн человек.
В июне 2019 года Apple отчитывалась о 60 млн подписчиков сервиса.
На июнь 2022 года, Apple сообщила о 88 млн подписчиках сервиса. В США Apple Music имеет больше подписчиков, чем Spotify, но в Европе и Южной Америке проигрывает своему конкуренту.

## Критика
Бывший генеральный директор Google Эрик Шмидт в колонке на BBC подверг критике работу рекомендательного сервиса Apple Music.